# Anthracokeryx
Anthracokeryx — рід вимерлих парнопалих ссавців, що належать до Anthracotheriidae, які жили в Азії в середньому до пізнього еоцену.

## Таксономія
Anthracokeryx розглядався як молодший синонім Anthracotherium Tsubamoto et al. (2002) на основі подібності морфології зубів. Однак інші автори відкинули синонімію і визнали Anthracokeryx окремою формою в підродині Microbunodontinae.

## Розповсюдження
Скам'янілості Anthracokeryx відомі з Китаю, М'янми та В'єтнаму.